# Campeonato Britânico de Fórmula 4
O Campeonato Britânico de Fórmula 4 (oficialmente ROKiT F4 British Championship certified by FIA; conhecida entre 2016 e 2021 como F4 British Championship certified by FIA - powered by Ford e  em 2015 como MSA Formula) é uma categoria de corrida de monopostos baseada no Reino Unido. O campeonato segue os regulamentos da Fórmula 4 da Federação Internacional de Automobilismo (FIA) e é administrado pela Motorsport UK. A categoria foi concebida como uma entrada de baixo custo para as corridas de carros e é voltada para jovens pilotos que estão saindo do kart.
O campeonato foi criado em 2015 para substitui o Campeonato Britânico de Fórmula Ford, que era disputado desde 1976. A categoria usou chassis produzidos pela Mygale e motores da Ford por sete temporadas de 2015 a 2021. Com a Motorsport UK assumindo a organização do campeonato a partir de 2022, quando a Ford encerrou seu envolvimento, com o campeonato mudando para chassis fabricados pela Tatuus e a Abarth passando a ser o fornecedor de motores.